# Léon Faucher
Léon Faucher (8 de setembro de 1803, Limoges - 14 de dezembro de 1854) foi um político francês. Ocupou o cargo de primeiro-ministro da França, entre 10 de abril e 2 de dezembro de 1851.

## Biografia

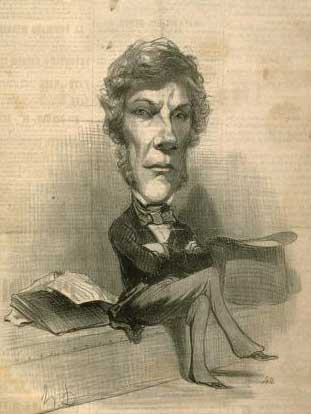
Caricatura de Léon Faucher, político e economista francês

Faucher nasceu em Limoges, Haute-Vienne. Quando ele tinha nove anos a família mudou-se para Toulouse, onde o menino foi mandado para a escola. Seus pais foram separados em 1816, e Léon Faucher, que resistiu às tentativas de seu pai de colocá-lo no comércio, ajudou a sustentar a si mesmo e a sua mãe durante o resto de sua carreira escolar, desenhando bordados e bordados. Como professor particular em Paris, ele continuou seus estudos na direção de arqueologia e história, mas com a revolução de 1830 foi atraído para o jornalismo político ativo no lado liberal. Fez parte da equipe do Temps de 1830 a 1833, quando se tornou editor do Constitutionnel por pouco tempo. Um jornal dominical de sua autoria, Le Bien public, revelou-se um fracasso financeiro desastroso; e tendo a sua independência política provocado a sua retirada do Constitutionnel, ingressou em 1834 no Le Courrier français, do qual foi editor de 1839 até 1842, altura em que o jornal mudou de mãos.
Faucher foi um dos primeiros membros da Société d'économie politique organizada em 1842 por Pellegrino Rossi. Ele pertencia em política à esquerda dinástica e pregava consistentemente a moderação aos liberais mais fervorosos. Ao renunciar à sua ligação com o Courrier français, concentrou a sua atenção principalmente em muitas questões econômicas. Ele defendeu uma união aduaneira entre os países latinos para contrabalançar o Zollverein alemão, e tendo em vista a impraticabilidade de tal medida reduziu a sua proposta em 1842 a uma união aduaneira entre a França e a Bélgica, associação de propaganda do livre comércio, e foi como defensor do livre comércio que foi eleito em 1847 para a Câmara dos Deputados de Reims.
Após a revolução de 1848 entrou na Assembleia Constituinte do departamento de Marne, onde se opôs a muitas medidas republicanas - a limitação das horas de trabalho, a criação das obras de socorro nacional em Paris, a abolição da pena de morte e outras. Sob a presidência de Luís Napoleão tornou-se ministro das Obras Públicas e depois ministro do Interior, mas a sua ação ao tentar influenciar as próximas eleições através de uma carta circular dirigida aos prefeitos foi censurada pela Assembleia Constituinte, e foi obrigado a renunciar ao cargo em 14 de maio de 1849. Em 1851 foi novamente ministro do Interior até Napoleão declarar a sua intenção de recorrer ao sufrágio universal. Após o golpe de Estado de dezembro, recusou um assento na comissão consultiva instituída por Napoleão. Ele havia sido eleito membro da Académie des Sciences Morales et Politiques em 1849, e sua aposentadoria da política permitiu um retorno aos seus escritos sobre economia. Ele estivera na Itália em busca de saúde em 1854 e voltava a Paris a negócios quando contraiu febre tifoide em Marselha, onde morreu.

## Obras
Em 1843, Faucher visitou a Inglaterra para estudar o sistema social inglês, publicando os resultados de suas investigações em uma notável série de Etudes sur l'Angleterre (2 vols., 1845), publicada originalmente na Revue des deux mondes.
Seus escritos diversos foram coletados (2 vols., 1856) como Mélanges d'economie politique et de finance, e seus discursos na legislatura foram impressos no vol. ii. de Léon Faucher, biografia e correspondência (2 vols., 2ª ed., Paris, 1875).